# HD 240237
HD 240237 — звезда, которая находится в созвездии Кассиопеи на расстоянии около 4892 световых лет от нас. Вокруг звезды обращается, как минимум, одна планета.

## Характеристики
HD 240237 представляет собой оранжевый гигант, по размерам превосходящий Солнце в 32 раза. Это звезда 8,19 видимой звёздной величины, имеющая светимость, равную 2,49 солнечной. Масса звезды равна 1,69 солнечной, температура поверхности составляет около 4351 кельвинов.

## Планетная система
В 2011 году группой польских астрономов было объявлено об открытии планеты HD 240237 b в данной системе. Это газовый гигант с массой, равной 5,3 массы Юпитера. Планета обращается на расстоянии 1,9 а.е. от звезды, совершая полный оборот за 746 суток. Открытие планеты было совершено методом Доплера.